# Taki Inoue
Takačiho »Taki« Inoue (japonsko 井上 隆智穂), upokojeni japonski dirkač Formule 1, * 5. september 1963, Kobe, Japonska.
Taki Inoue je upokojeni japonski dirkač Formule 1. Debitiral je na domači in predzadnji dirki sezone 1994 za Veliko nagrado Japonske, kjer je odstopil. V naslednji sezoni 1995 je zabeležil kar dvanajst odstopov, kot najboljši rezultat kariere pa je dosegel osmo mesto na dirki za Veliko nagrado Italije. 

## Popolni rezultati Formule 1
(legenda) (odebeljene dirke pomenijo najboljši štartni položaj, poševne pa najhitrejši krog, †-uvrščen kljub odstopu)
| Leto | Moštvo          | Šasija        | Motor   | 1       | 2       | 3       | 4       | 5       | 6     | 7       | 8      | 9       | 10      | 11     | 12    | 13     | 14     | 15      | 16     | 17      | Prv | Toč |
| ---- | --------------- | ------------- | ------- | ------- | ------- | ------- | ------- | ------- | ----- | ------- | ------ | ------- | ------- | ------ | ----- | ------ | ------ | ------- | ------ | ------- | --- | --- |
| 1994 | MTV Simtek Ford | Simtek S941   | Ford V8 | BRA     | PAC     | SMR     | MON     | ŠPA     | KAN   | FRA     | VB     | NEM     | MAD     | BEL    | ITA   | POR    | EU     | JAP Ret | AVS    |         | -   | 0   |
| 1995 | Footwork Hart   | Footwork FA16 | Hart V8 | BRA Ret | ARG Ret | SMR Ret | ŠPA Ret | MON Ret | KAN 9 | FRA Ret | VB Ret | NEM Ret | MAD Ret | BEL 12 | ITA 8 | POR 15 | EU DNS | PAC Ret | JAP 12 | AVS Ret | -   | 0   |